# Karlovice zastávka
Karlovice zastávka – przystanek kolejowy w Karlovicach, w kraju morawsko-śląskim, w Czechach. Leży na linii kolejowej nr 313.